# 7 Dni Toruń
7 dni Toruń – bezpłatny tygodnik wydawany w Toruniu, ukazywał się w każdy wtorek.

## Charakterystyka
Tygodnik opisywał sprawy i problemy bezpośrednio dotyczące czytelników, głównie były to tematy poruszane wcześniej w toruńskim dzienniku Nowości. Tygodnik zamieszczał także komentarze znanych torunian dotyczące ważnych dla miasta tematów, informacje sportowe oraz dodatki tematyczne.
Tygodnik był rozdawany w ruchliwych punktach miasta od godziny 15, był dostępny także w galeriach handlowych, Książnicy Miejskiej, w ośrodkach sportowych czy restauracjach.
W kwietniu 2010 roku tygodnik 7 Dni Toruń zniknął z ulic Torunia. Wydawca przestał go na razie wydawać.

## Redaktor
Redaktorem naczelnym gazety był Artur Szczepański, natomiast redaktorem wydania toruńskiego była Emilia Załeńska.